# Cessna Citation Mustang
Cessna 510 Citation Mustang (рос. «Сессна-510 Сайтейшен-Мустанг») — турбовентиляторний легкий двомоторний пассажирский літак ділової авіації, розроблений компанією Cessna Aircraft Company. У стандартній конфігурації літак має чотири пасажирські сидіння в салоні, туалет і два місця в кабіні пілотів. Як і більшість інших легких літаків, Citation Mustang сертифікований для управління одним пілотом.

## Розробка
Перший політ літака відбувся 18 квітня 2005 року. В кінці 2006 року були отримані всі необхідні сертифікати і 23 листопада був зібраний перший серійний екземпляр. 23 квітня 2007 року перші покупці отримали замовлені літаки.
Мустанг – вільнонесучий низькоплан з трьома стійками шасі і двома турбореактивними двигунами Pratt & Whitney Canada PW615F, встановлених у гондолах у кормовій частині фюзеляжу. Планер літака побудований з алюмінієвих сплавів, з трьохлонжеронними крилами. Основні двері розташовані в передній лівій частині літака, праворуч - в центрі фюзеляжу, розташований аварійний вихід.

## Експлуатанти
Основними експлуатантами є приватні особи.

### Цивільні експлуатанти
Франція
- WIJET

Молдова
- Rent Jets

## Льотно-технічні характеристики
Дані виробника

### Технічні характеристики
- Екіпаж: 1(2) людини
- Пасажиромісткість: 4-5 осіб
- Довжина: 13,16 м
- Розмах крила: 13,16 м
- Висота: 4,09 м

- Маса порожнього: 3 062 кг
- Корисне навантаження 1 442 кг
- Максимальна злітна маса: 3 930 кг
- Двигуни: 2× турбовентиляторних Pratt & Whitney Canada PW615F

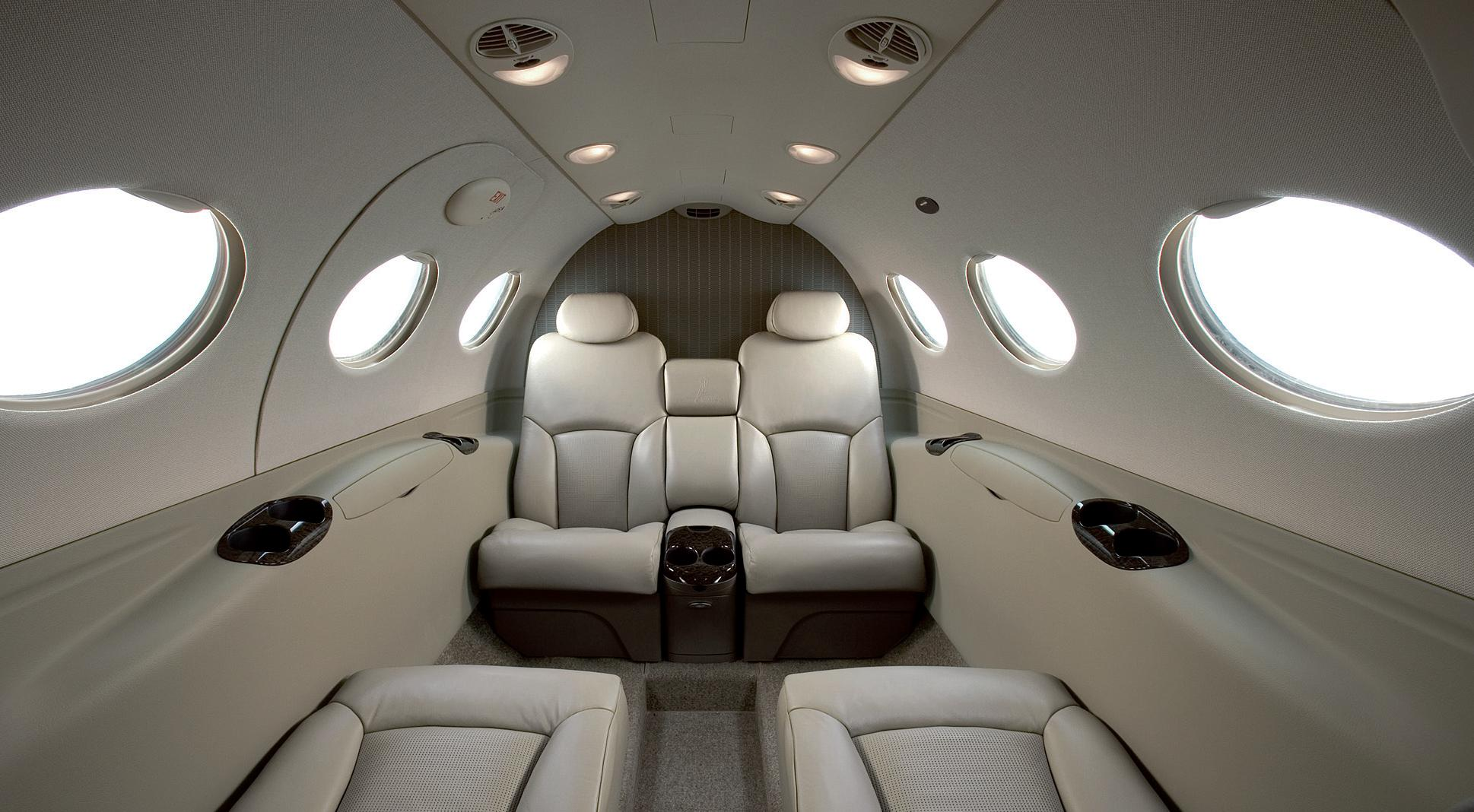
Салон Citation Mustang

- Тяга: 2× 6,49 кН

### Габарити кабіни[6]
- Довжина салону: 2,74 м
- Ширина салону: 1,42 м
- Висота салону: 1,37 м
- Об'єм багажного відсіку: 1,8 м³

### Льотні характеристики
- Максимальна швидкість: 0,63 M
- Крейсерська швидкість: 630 км/год
- Максимальна дальність: 2 161 км
- Практична стеля: 12 500 м
- Розбіг: 948 м
- Пробіг: 729 м
- Вартість однієї морської милі польоту: $2,54
- Вартість одного км польоту: $1,37
- Вартість за годину польоту: $794